# Naturschutzgebiet Sichter-Talräume
Das Naturschutzgebiet Sichter-Talräume ist ein 18,47 ha großes Naturschutzgebiet (NSG) nördlich von Meinerzhagen im Märkischen Kreis in Nordrhein-Westfalen. Das NSG wurde 2001 vom Kreistag des Märkischen Kreises mit dem Landschaftsplan Nr. 6 Meinerzhagen ausgewiesen. Im Süden des NSG grenzt an einer kleinen Stelle direkt das Naturschutzgebiet Duwelssiepen an. Das NSG besteht aus zwei Teilflächen. Die Bundesautobahn 45 trennt das NSG.

## Gebietsbeschreibung
Bei dem NSG handelt es sich um die Wiesental der mäandrierenden Sichter mit deren Flussaue. In der Aue liegt etwas Wald und Grünland. Teilweise befinde sich Nass- und Feuchtgrünland im NSG. Das Grünland ist teilweise brach gefallen. Im NSG befinden sich auch die Quelle des Baches Sichter.

## Schutzzweck
Das Naturschutzgebiet wurde zur Erhaltung und Entwicklung des Tals und als Lebensraum gefährdeter Tier und Pflanzenarten ausgewiesen. Wie bei anderen Naturschutzgebieten in Deutschland wurde in der Schutzausweisung darauf hingewiesen, dass das Gebiet „wegen der landschaftlichen Schönheit und Einzigartigkeit“ zum Naturschutzgebiet wurde.
Für das NSG gibt es das spezielle Verbot „die bodenständigen Nasswaldbereiche (Erlensumpfwald, Bach-Erlen-Eschenwald, Quellbereich im Buchenwald) rein forstlich zu nutzen“.